# Saint-Bonnet-de-Mure
Saint-Bonnet-de-Mure település Franciaországban, Rhône megyében. Lakosainak száma 6988 fő (2022. január 1.). Saint-Bonnet-de-Mure Genas, Saint-Laurent-de-Mure, Saint-Pierre-de-Chandieu, Saint-Priest és Colombier-Saugnieu községekkel határos.

## Népesség
A település népessége az elmúlt években az alábbi módon változott:
| Lakosok száma | 6818 | 6851 | 6917 | 6800 | 6875 | 6875 | 6876 | 6920 | 6988 |
|               | 2013 | 2015 | 2016 | 2017 | 2018 | 2019 | 2020 | 2021 | 2022 |